# Cliona rubra
Cliona rubra är en svampdjursart. Cliona rubra ingår i släktet Cliona och familjen borrsvampar. Inga underarter finns listade i Catalogue of Life.